# Діатомові водорості
Діатомові водорості (Діатомеї, від грец. διά — «крізь» і грец. τέμνειν — «розрізати», або Bacillariophyta) — клас водоростей, що належить до групи гетероконтів (Heterokontophyta, Stramenopiles). Одна з найбільших груп одноклітинних водоростей та важлива складова фітопланктону. Відрізняється від інших груп будовою клітинної стінки, що має вигляд кремнеземового панцира.

## Особливості морфології та будови
Тип морфологічної структури — кокоїдний.
Водорості покриви складаються з кремнеземового панцира (фрустули), який розташований назовні від плазмалеми. Сам панцир має дві половини: верхню (епітеку) та нижню (гіпотеку). Відповідно кожна половина складається зі стулки та пояскового обідка. Край стулки загнутий під певним кутом, утворює загин стулки. У цій зоні з краєм стулки одним боком щільно з'єднується поясковий обідок. Поясковий обідок верхньої стулки насувається на поясковий обідок нижньої, у результаті утворюється пенал (гіпотека), що накрита кришкою (епітекою). Зона, де перекриваються пояскові обідки, називається пояском. Різним групам діатомових водоростей притаманна фрустула певної будови, тому її форма та будова — специфічна діагностична ознака.
Стулки за типом симетрії можуть бути актиноморфними та зигоморфними. Актиноморфною стулка називається тоді, коли через неї можна провести багато осей симетрії. Якщо через стулку можна провести одну чи дві, або жодної осей, то таку стулку називають зигоморфною.
Ядро у клітині одне, структурно пов'язане з оболонкою пластиди (зовнішня мембрана ядра переходить у зовнішню мембрану пластидної ендоплазматичної сітки), займає центральне положення. Апаратів Гольджі — 1-2. Мітоз відкритий, центріолі відсутні. Замість мікротрубочок — полярні диски.
Фотосинтетичний апарат представлений вторинно-симбіотичними родопластами, що займають переважно пристінне положення. Оболонка пластиди має 4 мембрани, причому між внутрішньою та зовнішньою мембранами є перипластидний простір. Тилакоїди зібрані у ламели по три, під оболонкою пластиди розташована оперізуюча ламела. Піреноїд один, голий, може бути пронизаний парами тилакоїдів. У пластиді наявна замкнена в кільце ДНК, що розташовується на полюсах органели.
Мітохондрій у клітині кілька, локалізовані на периферії, кристи трубчасті.
Вакуолярний апарат представлений 4 типами вакуолей, залежно від вмісту: з волютином, хризоламінарином, олією та клітинним соком.
Більшість видів діатомових водоростей здатні виділяти слиз. З його допомогою водорості рухаються (ті, що мають шов), утворюють колонії, ніжки для прикріплення, слизові трубки.

## Розмноження та життєвий цикл
Розмножуються статевим та нестатевим шляхом. Нестатеве розмноження здійснюється вегетативним поділом надвоє. Перед поділом клітина набрякає, епітека та гіпотека розсуваються. Потім проходить поділ хлоропластів, а за ним — мітоз. Після закінчення мітозу кожна дочірня клітина отримує частину фрустули від материнської, далі добудовує другу половину (гіпотеку). Клітини діатомових водоростей підтримують сталі розміри завдяки стадії ауксоспори.
За статевого процесу дві клітини обгортаються загальним слизом, далі відбувається збільшення протопласту та розсування половинок фрустули. Подальший процес у різних видів відбувається по-різному, однак спільним в усіх випадках є те, що ядра кожної з клітин від одного до кількох разів редукційно діляться. У водоростей з актиноморфними стулками найчастіше зустрічається оогамний статевий процес. У водоростей з зигоморфними стулками найпоширенішими типами статевого процесу є ізо- та гетерогамія. Також у водоростей є особливий тип статевого процесу — автогамія. Під час автогамії у процесі бере участь лише одна клітина, ядро якої редукційно ділиться, далі два гаплоїдних ядра дегенерують, а два інших зливаються, відновлюючи диплоїдність, та утворюючи зиготу, що перетворюється на ауксоспору.

## Систематика діатомових водоростей
Наразі[коли?] група виділяється на рівні відділу Bacillariophyta. Поділ на різні класи проводиться за такими основними ознаками, як тип симетрії стулок та наявністю шва.
Діатомові традиційно поділяли на два ряди:
- Центричні діатомові (Centrales), які є радіально-симетричними
- Пеннатні діатомові (Pennales), які є білатерально-симетричними.

За сучасною класифікацією діатомові діляться на три класи, а також на багато рядів:
- Центричні діатомові
- Клас Coscinodiscophyceae Round & R.M.Crawford
  - Anaulales Round & R.M.Crawford
  - Arachnoidiscales Round
  - Asterolamprales Round
  - Aulacoseirales R.M.Crawford
  - Biddulphiales
  - Chaetocerotales Round & R.M.Crawfor
  - Chrysanthemodiscales Round
  - Corethrales Round & R.M.Crawford
  - Coscinodiscales Round
  - Cymatosirales Round & R.M.Crawford
  - Desmomastigales
  - Ethmodiscales Round
  - Hemiaulales Round & R.M.Crawford
  - Leptocylindrales Round & R.M.Crawford
  - Lithodesmiales
  - Melosirales R.M.Crawford
  - Orthoseirales R.M.Crawford
  - Paraliales R.M.Crawford
  - Rhizosoleniales
  - Stictocyclales Round
  - Stictodiscales Round & R.M.Crawford
  - Thalassiosirales
  - Triceratiales Round & R.M.Crawford

- Пеннатні діатомові
- Клас Fragilariophyceae F.E.Round
  - Ardissoneales F.E.Round
  - Climacospheniales Round
  - Cyclophorales Round & R.M.Crawford
  - Fragilariales P.C.Silva
  - Licmophorales Round
  - Protoraphidales Round
  - Rhabdonematales Round & R.M.Crawford
  - Rhaphoneidales Round
  - Striatellales F.E.Round
  - Tabellariales Round
  - Thalassionematales Round
  - Toxariales Round

- Клас Bacillariophyceae D.G.Mann
  - Achnanthales P.C.Silva
  - Bacillariales Hendey
  - Cymbellales D.G.Mann
  - Dictyoneidales D.G.Mann
  - Eunotiales P.C.Silva
  - Lyrellales D.G.Mann
  - Mastogloiales D.G.Mann
  - Naviculales Bessey
  - Rhopalodiales D.G.Mann
  - Surirellales D.G.Mann
  - Thalassiophysales D.G.Mann

## Еволюція діатомових водоростей
Вчені відносять виникнення діатомових до юрського періоду мезозою (близько 135 млн років тому). Молекулярно-генетичні та біохімічні дослідження доводять походження пластид діатомових від первинно симбіотичного родопласта, що притаманний червоним водоростям. Зараз водорості групи діатомових знаходяться у стані біологічного прогресу та є домінуючою групою у морських та прісноводних біотопах. Вважається, що центричні форми діатомових примітивніші за пеннатних.

## Особливості екології та використання людиною
Діатомові водорості зустрічаються в морських та прісноводних угрупованнях планктону, перифітону, бентосу. В екосистемах діатомові водорості є продуцентами. Фактично, водорості цієї групи мешкають повсюди, де є волога, у тому числі, і у ґрунті. Більшість діатомових реагують на забруднення середовища, тому цей ефект використовується при оцінюванні якості води.З діатомових водростей роблять вибухівку, використовують як корм риби. Скам'янілі залишки свідчать, що діатомові водорості, ймовірно, виникли на початку Юрського періоду[джерело?]. Фрустула має здатність до специфічного заломлення світла, що використовують при дослідженні оптичних явищ, самі принципи побудови та з'єднання стулки використовуються у техніці, а викопні матеріали з діатомових мають високу порозність, що використовується у виробництві динаміту.

## Галерея

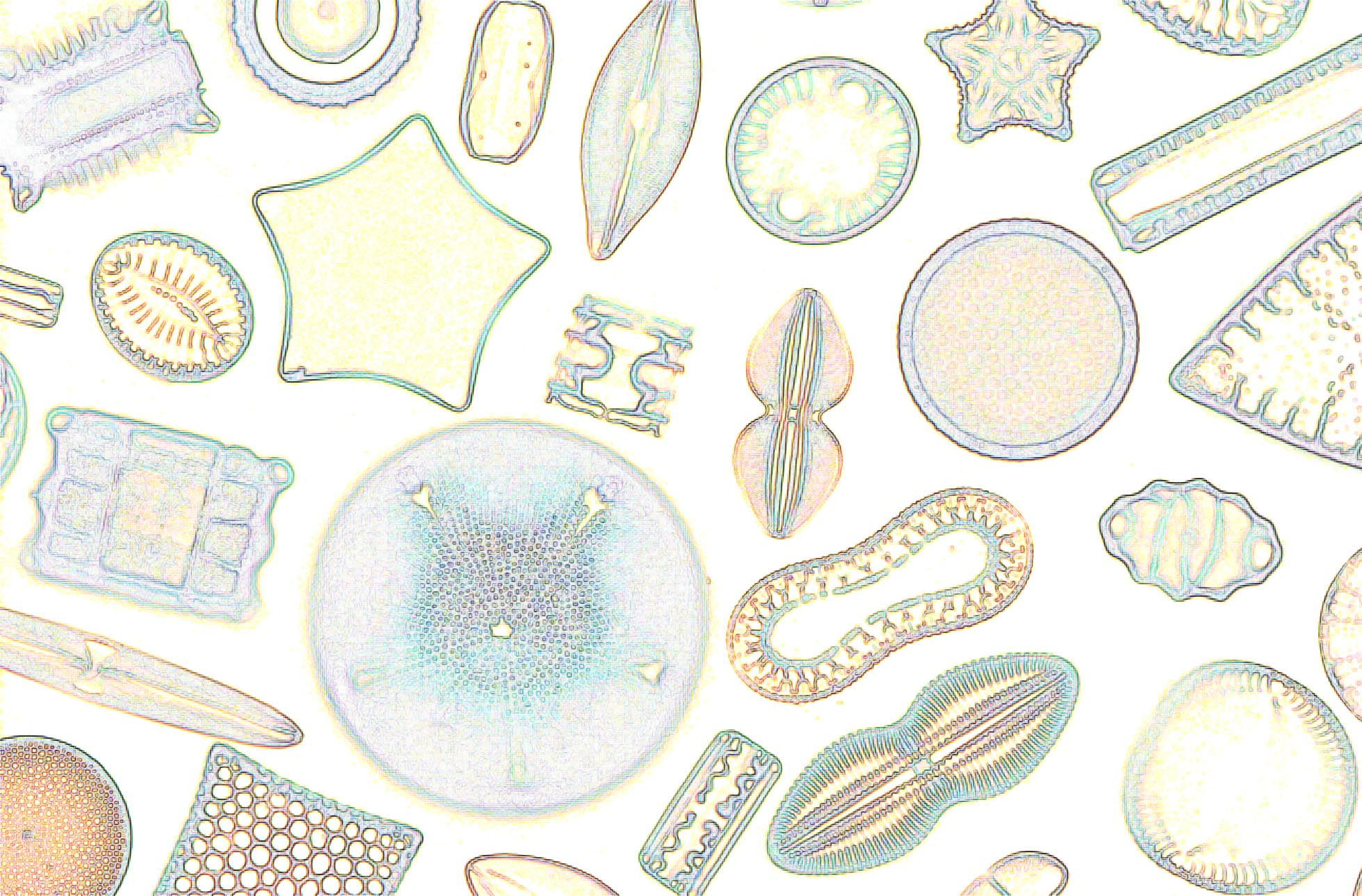
Діатомові водорості
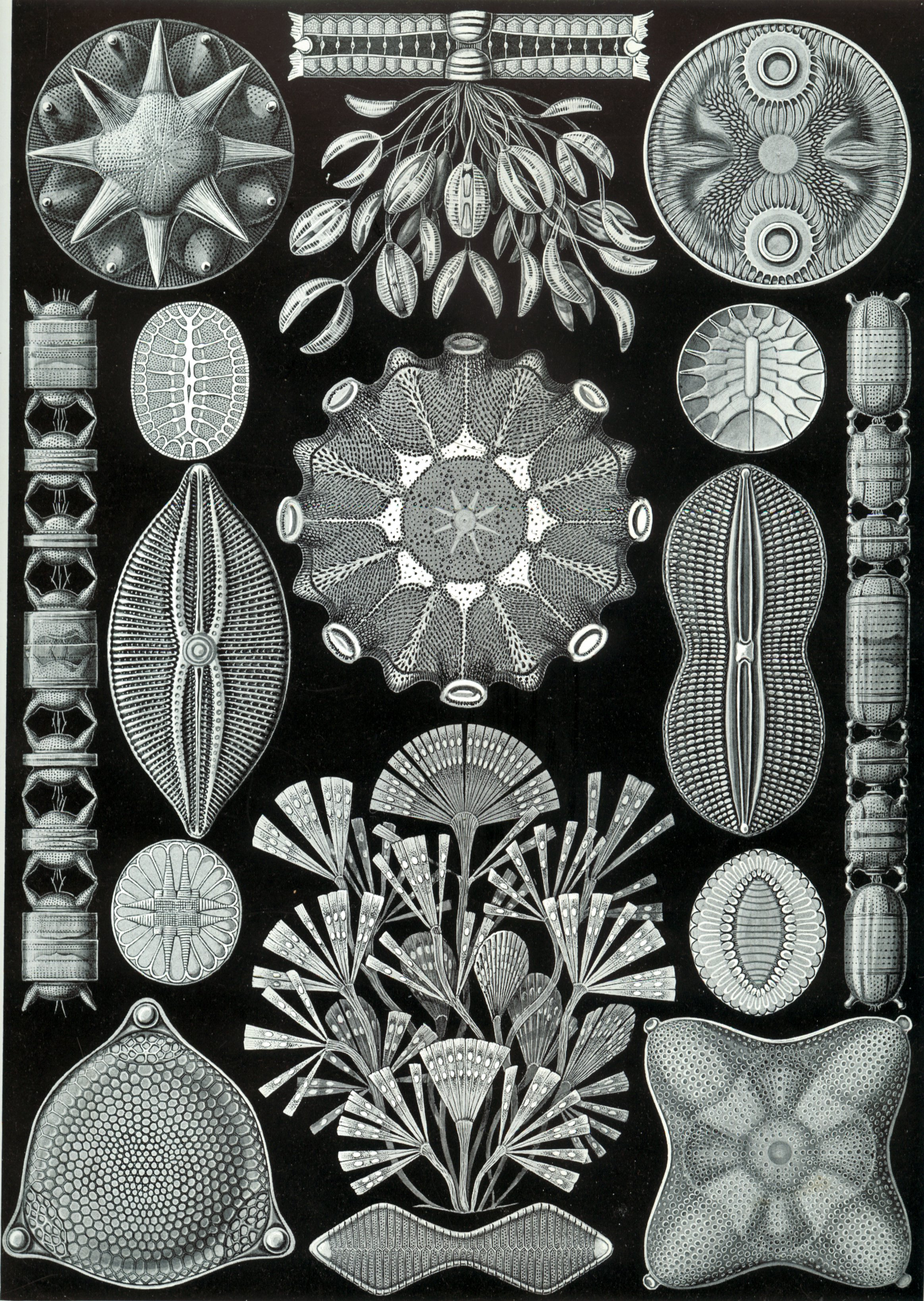
Haeckel Diatomea, різноманітні форми панцирів діатомей
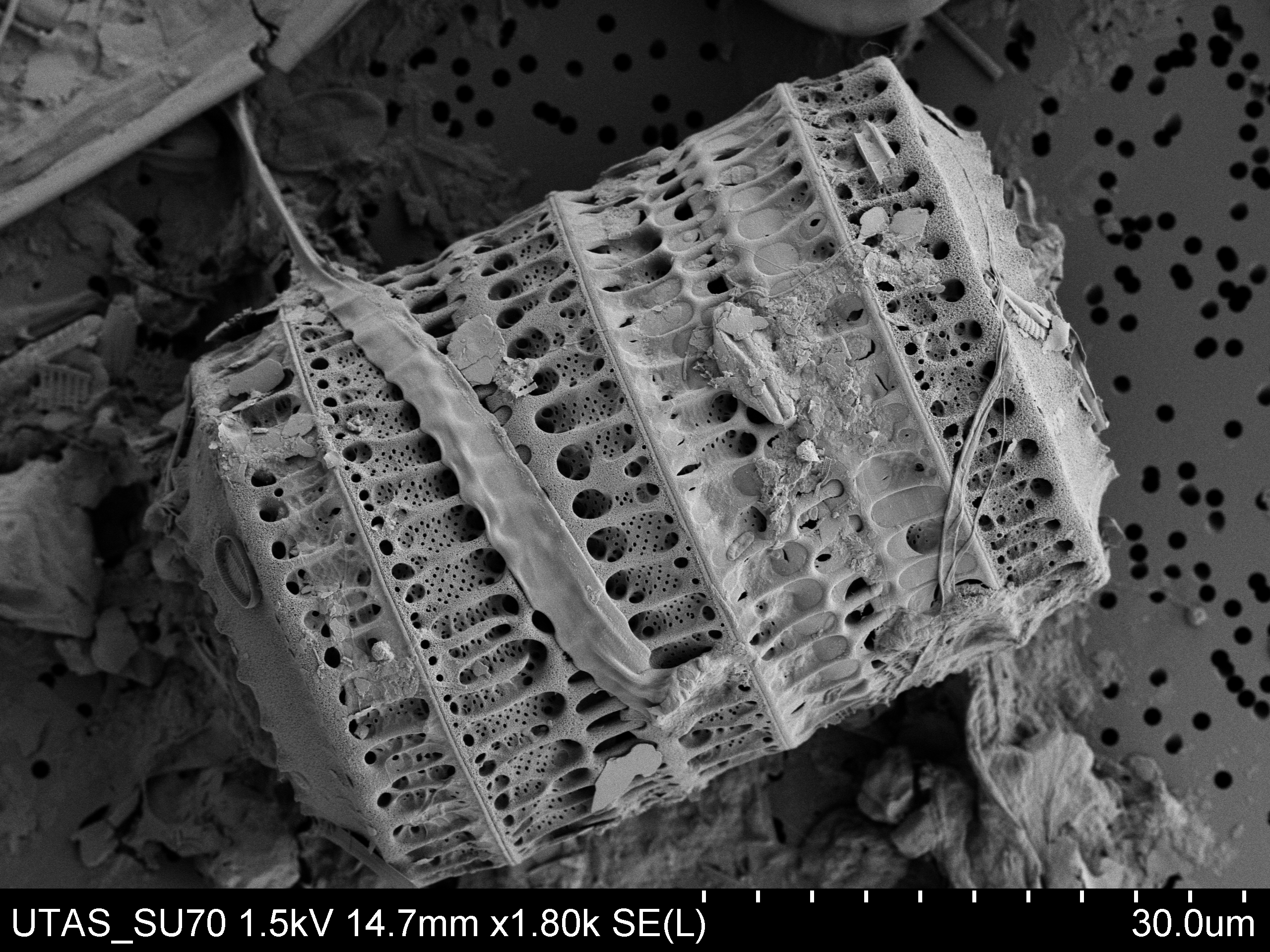
Paralia sulcata під електронним мікроскопом
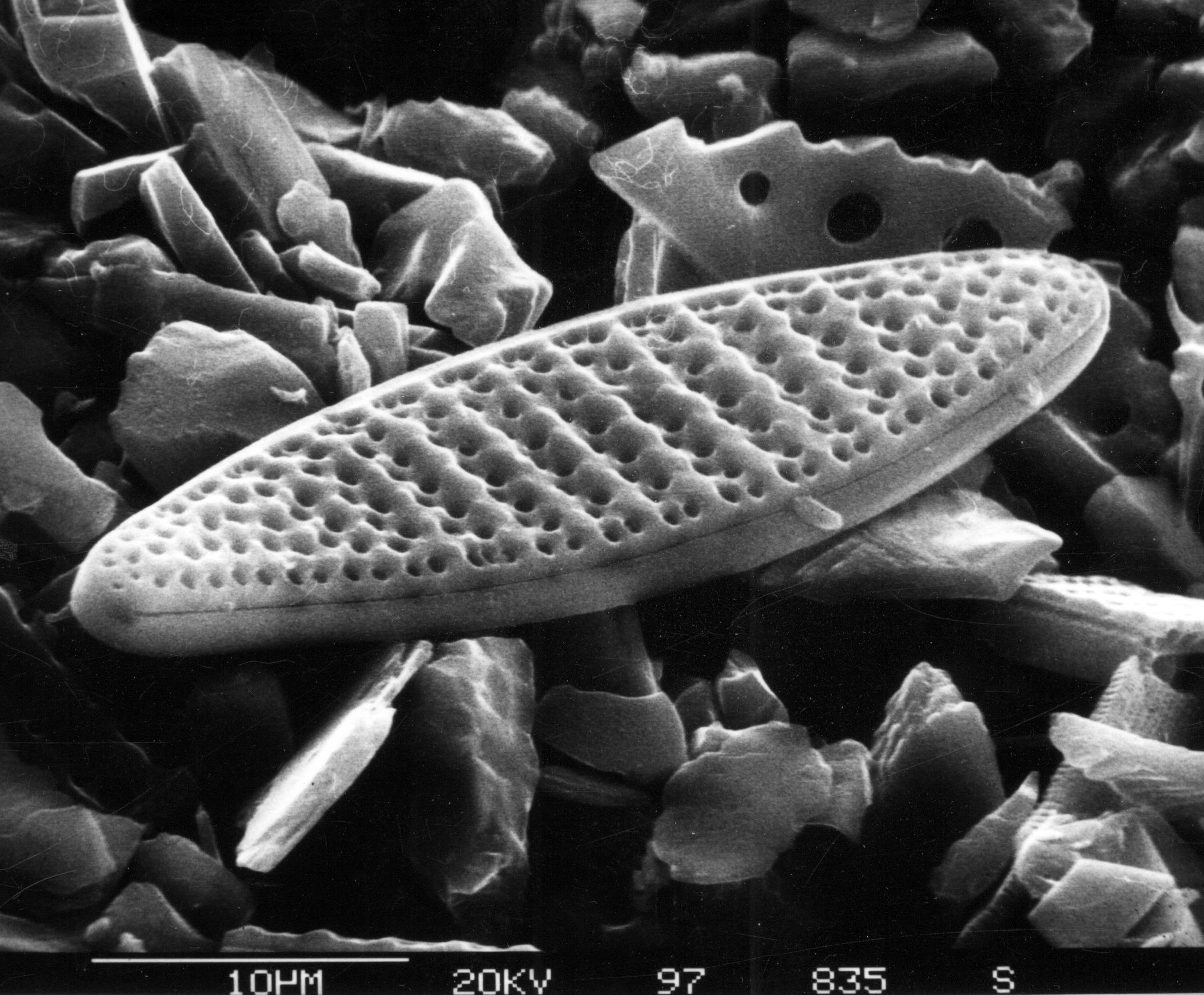
Nitzschia-kerguelensis
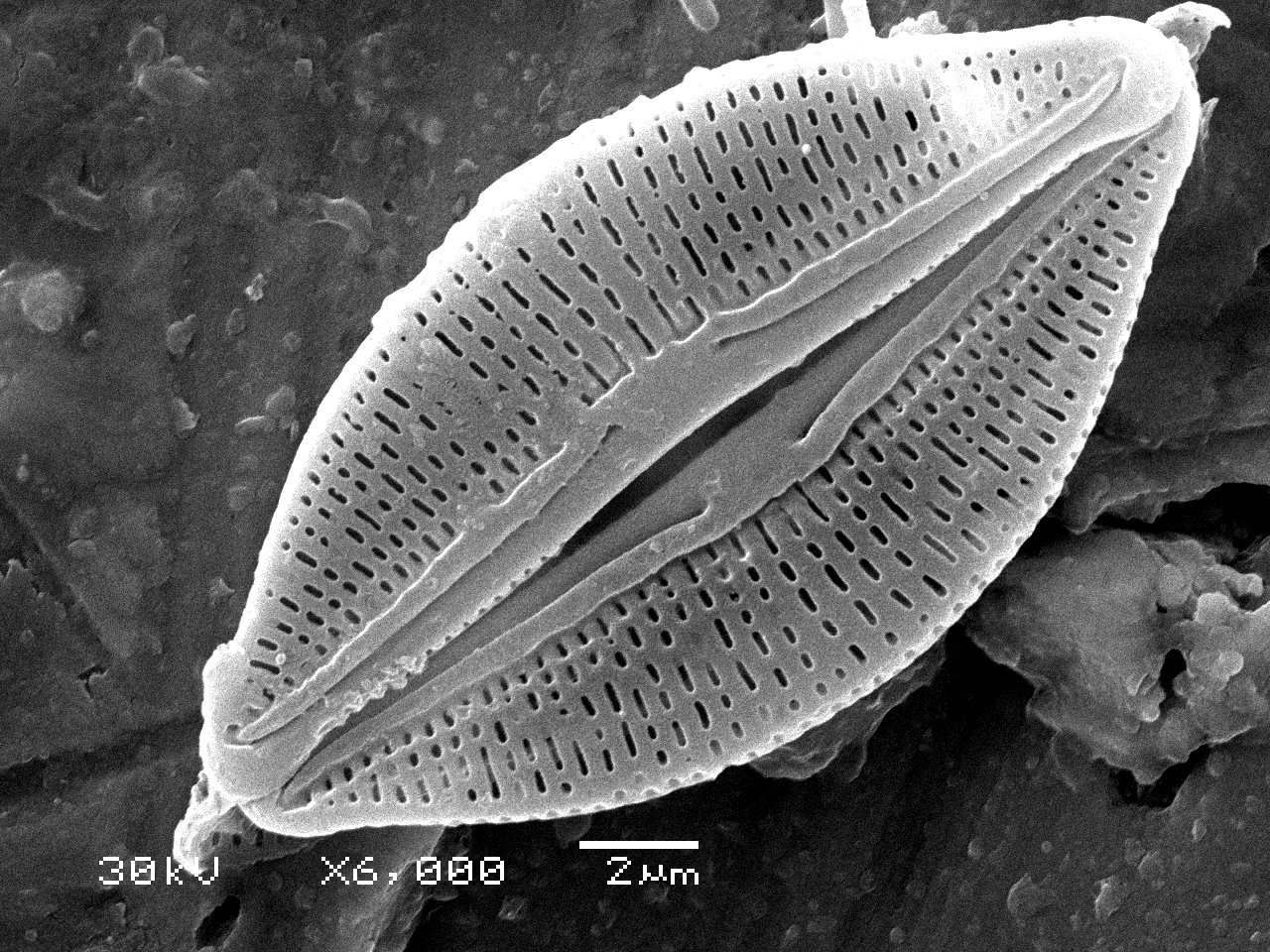
Представник роду Amphora, родини Catenulaceae, порядку Thalassiophysales. Зображення зроблене за допомогою СЕМ.
Перифітонні угруповання морських діатомових водоростей з Чорного моря.   На світлині представники: центричних діатомей - Actinocyclus octonarius var. ralfsii (W.Smith) Hendey та пенатних - Striatella unipunctata (Lyngbye) C.Agardh. Світловий мікроскоп. Живий матеріал, можна спостерігати різноманітні форми протопластів клітин.
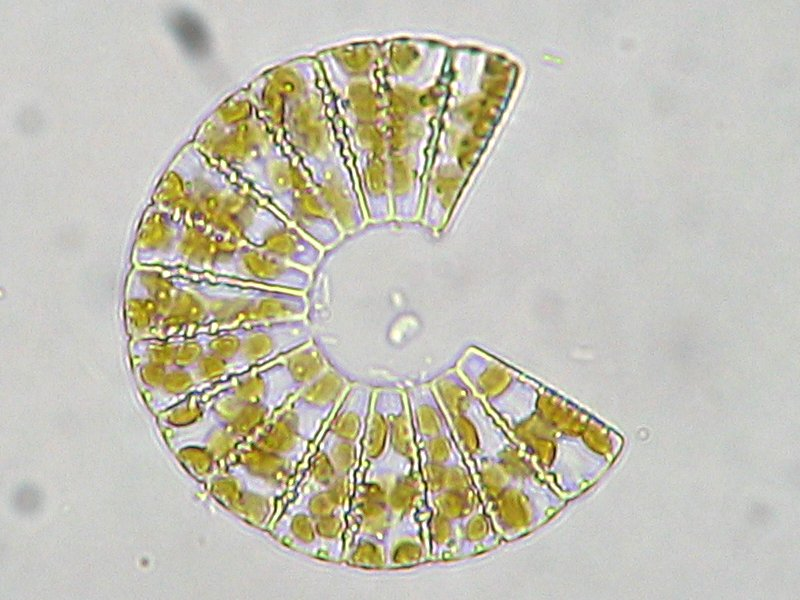
Віялоподібна колонія Meridion circulare. Світловий мікроскоп
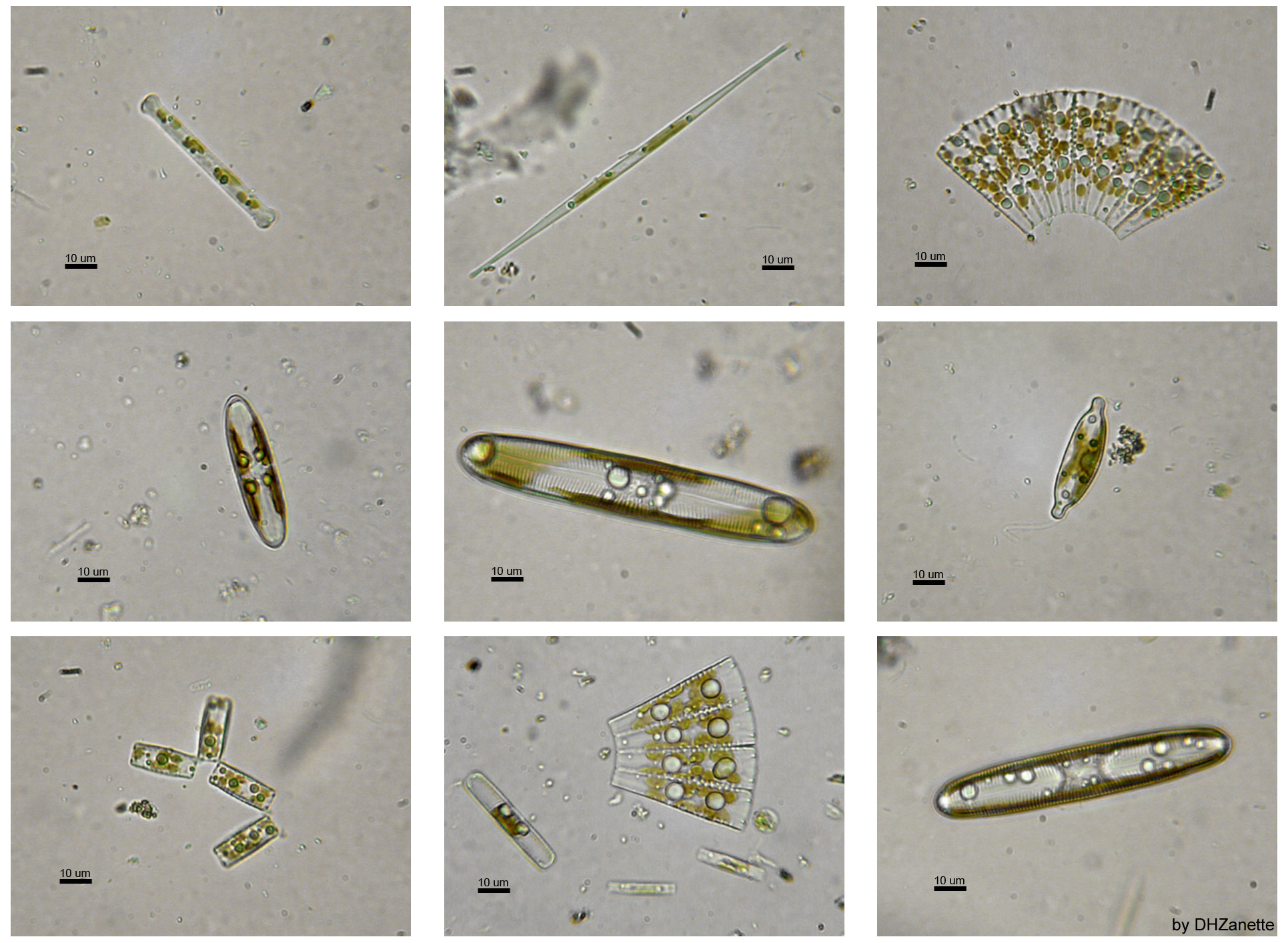
Декілька видів прісноводних діатомових водоростей
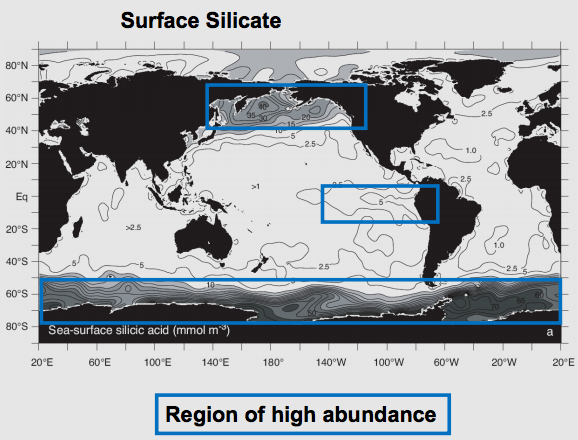
Регіони розповсюдження діатомових водоростей у світовому океані
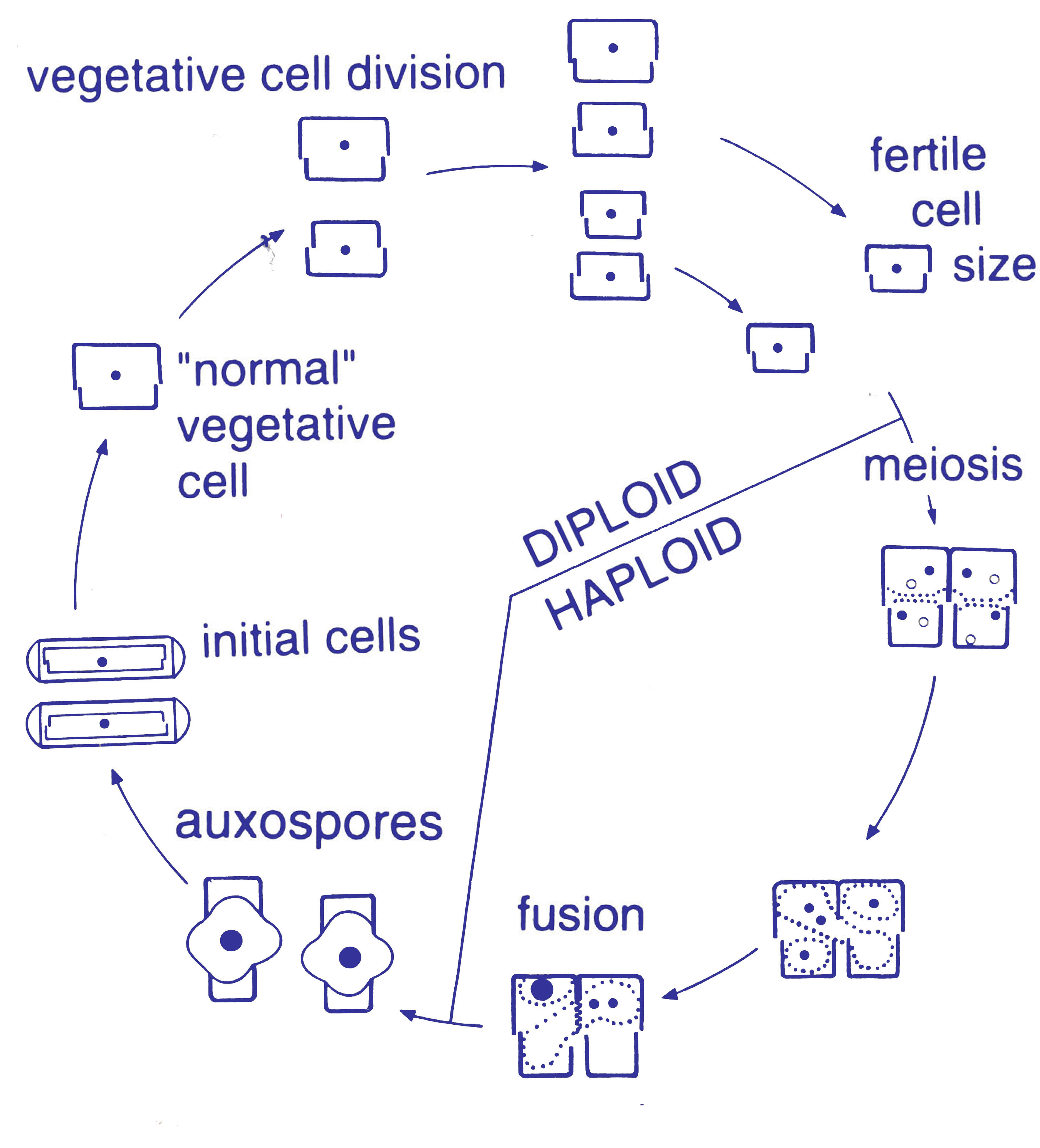
Життєвий цикл піннатних діатомових
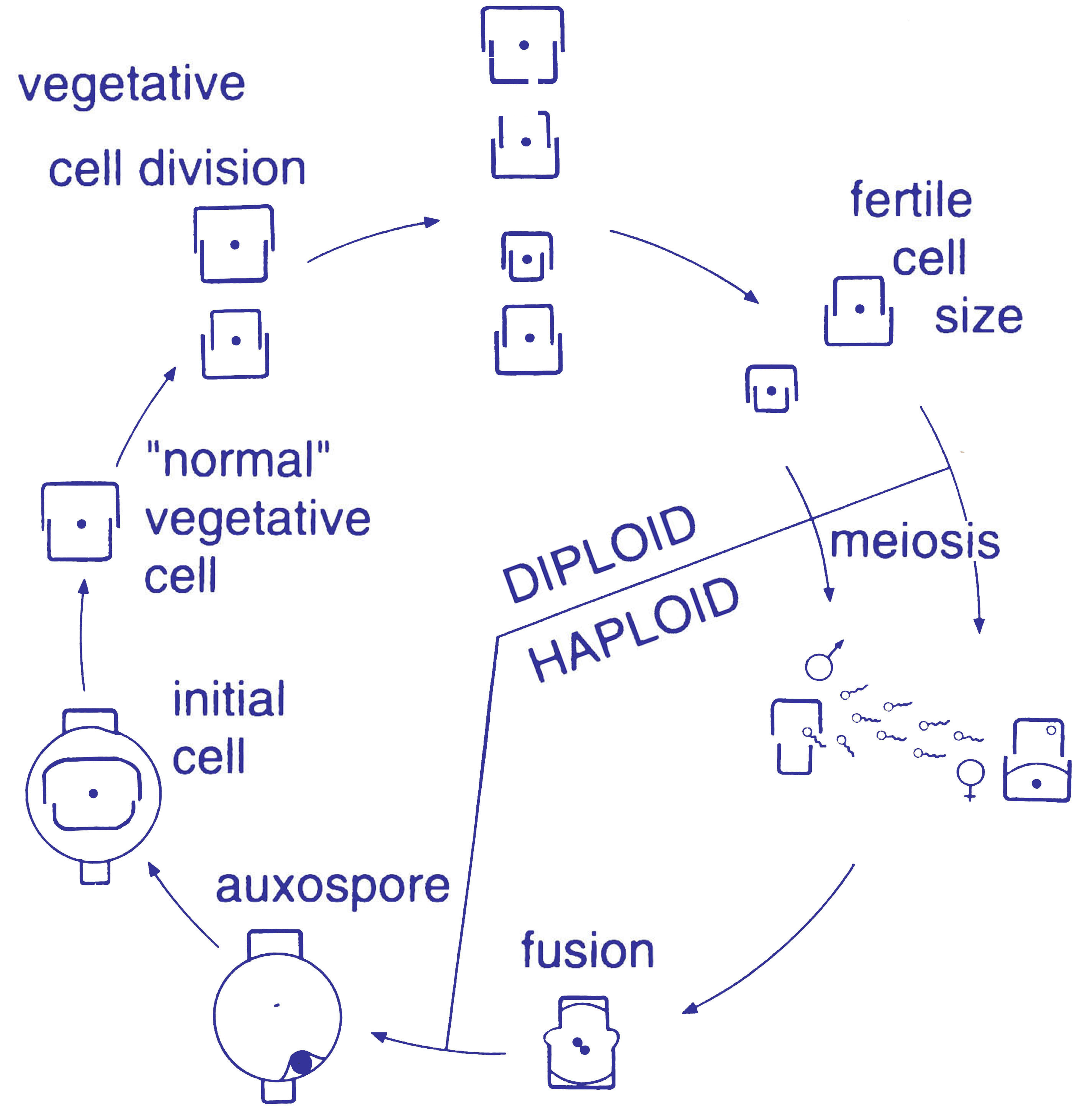
Життєвий цикл центричних діатомових
Цикл океанічного кремнію